# Čudnite mostove

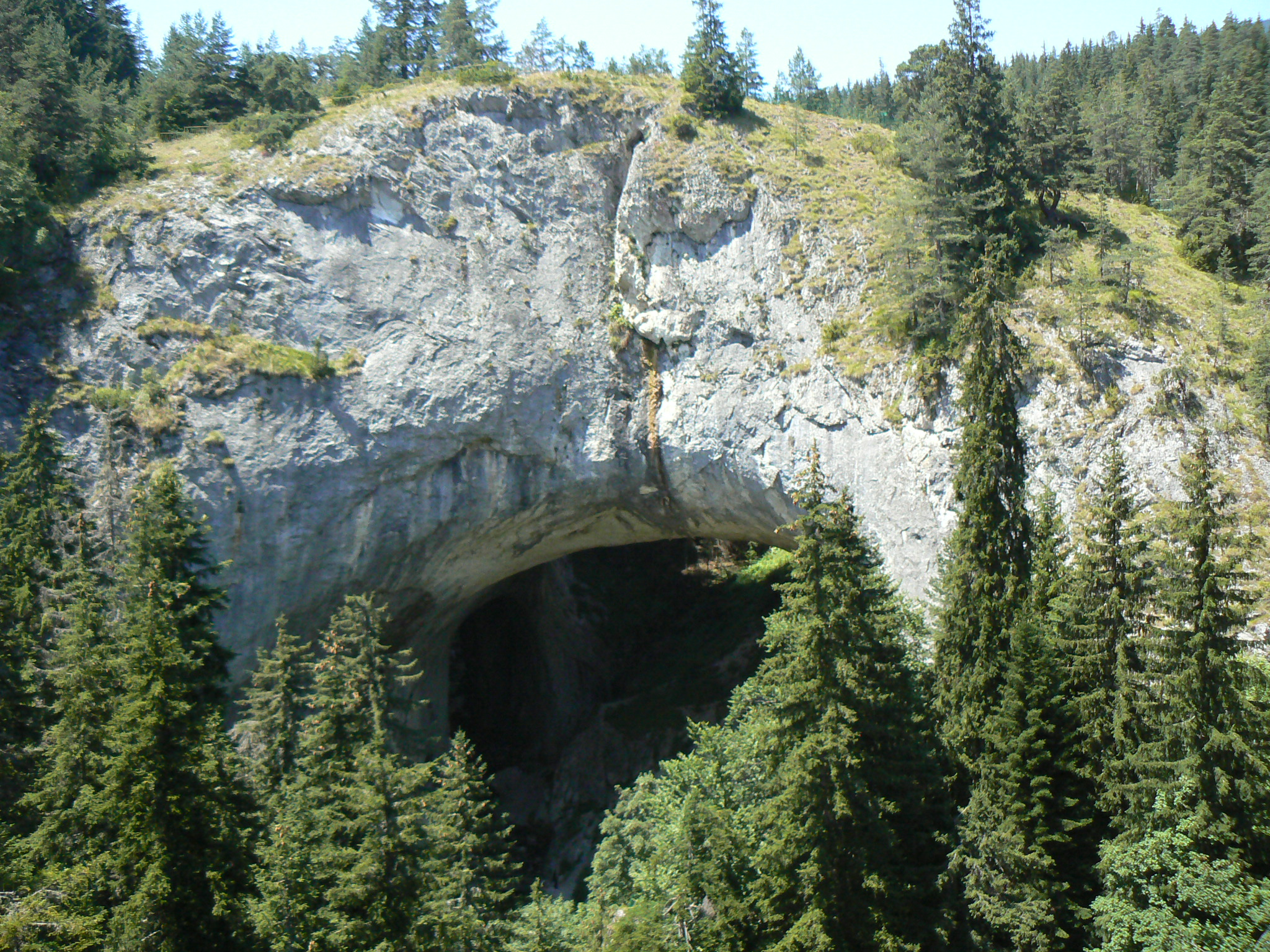
Jeden z oblouků.

Čudnite mostove (bulharsky Чудните мостове, též Скалните мостове), v českém překladu Zázračné či Úžasné mosty, jsou přírodní skalní formací v Západních Rodopech na jihu Bulharska. Nacházejí se mezi horskými obcemi Zabardo (Забърдо) na jihu a Orechovo na severu v krasovém údolí řeky Erkijuprija v nadmořské výšce cca 1450 m n. m., na úpatí východním úpatí masívu Persenk s nejvyšším vrcholem Goljam Persenk (Голям Персенк, 2091 m n. m.) v řídce osídlené horské oblasti Černatice. Toto chráněné území náleží do obštiny Čepelare ve Smoljanské oblasti.

## Vznik skalních tvarů
Mosty vznikly přirozenou cestou probořením postupně vytvářející se jeskyně řeky Erkijuprija. Ta si vyhloubila cestu v mramorových skalách. Vzhledem k tomu, že se mosty nacházejí v seismicky aktivní oblasti, lze předpokládat, že k erozi dopomohla zemětřesení. Zřícenou skálu poté odnesla postupující voda. Řeka si později změnila své koryto. Součástí památky jsou dvě skály, které mají tvar připomínající mostu; největší z nich se nachází po proudu řeky – je patnáct metrů široký a 96 m dlouhů. Menší oblouk se nachází po proudu 300 m dále; v nepřístupném terénu. Dlouhý je 60 m a nachází se výšce 50 metrů nad terénem. 
Okolí je hustě zalesněné, těžce přístupné a nacházejí se v něm četné jeskyně.